# Ulrich Grubenmann (Mineraloge)

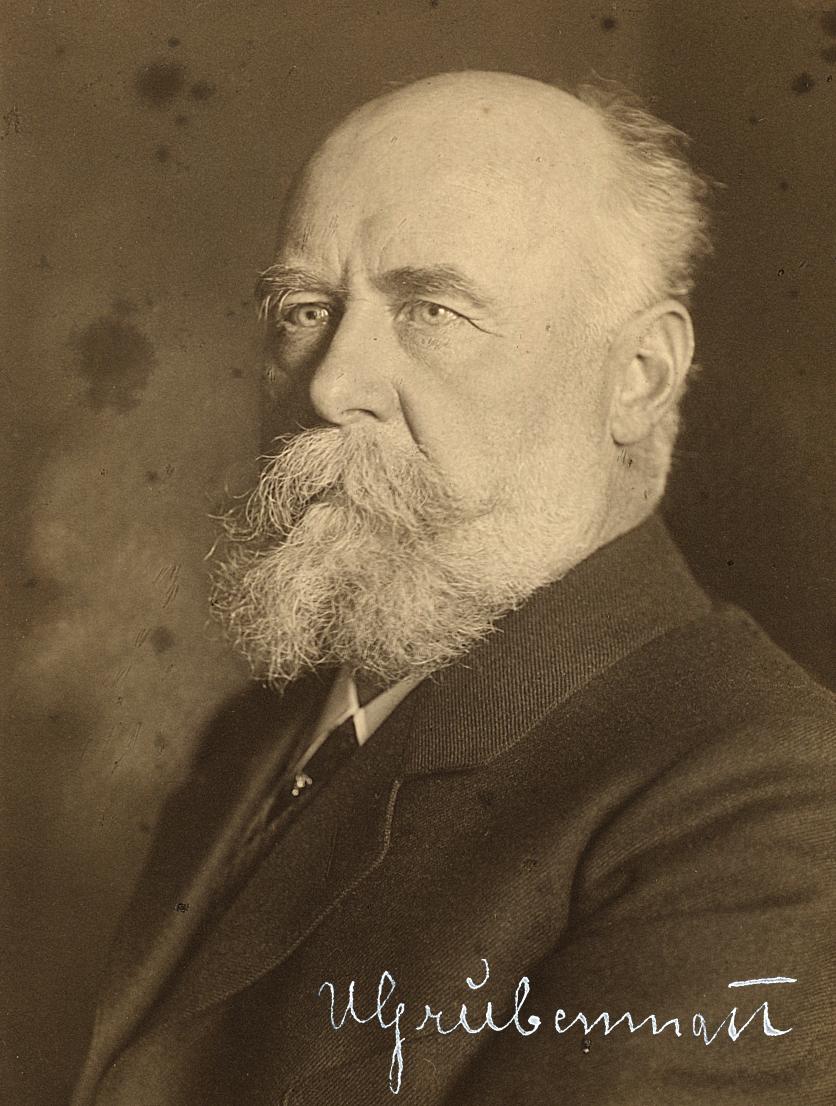
Ulrich Grubenmann

Ulrich Grubenmann (* 15. April 1850 in Trogen; † 16. März 1924 in Zürich; heimatberechtigt in Trogen) war ein Schweizer Mineraloge und Hochschullehrer. Er war der Begründer des Mineralogisch-Chemischen Instituts der Eidgenössischen Technischen Hochschule Zürich und ein Pionier der chemischen Gesteinsanalyse.

## Leben und Werk
Ulrich Grubenmann war der Sohn des Bäckers Hans Kaspar und der Katharina, geborene Eugster. Er wuchs in ärmlichen Verhältnissen auf. Dank Gönnern konnte er die Kantonsschule Trogen und bis 1869 das Lehrerseminar Kreuzlingen besuchen. Anschliessend unterrichtete er als Primarlehrer einige Jahre in Trogen. Grubenmann bestand 1874 die Diplomprüfung an der ETH Zürich als Fachlehrer für Naturwissenschaften. 1876 heiratete er Ida, geborene Baumer. Eine weitere Ehe schloss er fünf Jahre später mit Lisette, geborene Fisch.
Von 1879 bis 1886 war er Konrektor und anschliessend Rektor an der Kantonsschule Frauenfeld. Hier lehrte er als Professor von 1874 bis 1893 Chemie, Mineralogie, Geologie und Zoologie. Daneben war Grubenmann Sekundarinspektor und ab 1884 Leiter der kantonalen Lebensmittelkontrolle.
Während der Ferien eignete sich Grubenmann in München (1875/1876), Heidelberg (1886) und Wien die neu aufgekommenen Methoden der kristallografischen und mikroskopischen Mineral- und Gesteinsuntersuchung an. Der Laboratoriumstätigkeit folgten Studienreisen in deutsche und italienische Vulkangebiete. Grubenmann wurde 1886 an der Universität Zürich mit einer Dissertation über Die Basalte des Hegau, eine petrografische Studie promoviert. Im Jahre 1888 habilitierte er sich als Dozent an beiden Zürcher Hochschulen. 1893 folgte seine Berufung an die ETH und gleichzeitig an die Universität Zürich, wo er der Nachfolger von Gustav Adolf Kenngott (1818–1897) wurde. Bis 1929 war er ordentlicher Professor für Mineralogie und Gesteinskunde an den beiden Zürcher Hochschulen und Direktor der grossen mineralogisch-petrografischen Sammlung.
Grubenmann stellte als Erster eine Systematik der Gesteinsmetamorphose auf. In der hauptsächlich für die Geologen bestimmten Lehrveranstaltung zur Gesteinskunde und in Spezialvorlesungen lehrte er, Minerale und Gesteine als Produkte geologischer, physikalisch-chemisch zu bewertender Faktoren anzusehen.
Architekten, Ingenieure, Förster und Agronomen wurden von Grubenmann mit der Vorlesung «Praktische Petrografie» in die Fragen zur Gesteins- und Bodenbeschaffenheit eingeführt. 1904 und 1907 erschien seine bahnbrechende zweibändige Publikation Die kristallinen Schiefer.
Grubenmann war Präsident der Geotechnischen Kommission der «Schweizerischen Naturforschenden Gesellschaft» und für einen Zeitraum von 15 Jahren Präsident und später Ehrenpräsident der «Thurgauischen Naturforschenden Gesellschaft». Von 1904 bis 1906 war er auch Präsident der «Naturforschenden Gesellschaft in Zürich».
Grubenmann trat 1920 von seinem Lehramt zurück. Sein Nachfolger wurde Paul Niggli. Für seine Verdienste ernannte die Regierung des Kantons Zürich Ulrich Grubenmann zum Honorarprofessor.